# 刘襄 (梁王)
刘襄（？—前97年），汉朝宗室，西汉第七代梁王。其祖父梁孝王刘武是汉文帝刘恒的次子，参与平定七国之乱，祖母是李太后，父亲是刘买，母亲是陈太后。前137年，其父刘买死后，刘襄袭位梁王，在位四十年。他的王后任氏与李太后有矛盾，争梁孝王的酒樽，任氏被枭首。前97年，刘襄去世，谥号平，他的儿子刘毋伤嗣位。

## 墓葬
汉梁王墓群中国西汉梁国王室陵墓，位于河南省永城市芒山镇芒碭山系。共安葬梁孝王刘武、梁共王刘买、梁平王刘襄、梁顷王刘毋伤、梁敬王刘定国、梁夷王刘遂、梁荒王刘嘉等梁王。
| 前任： 刘买 | 西汉梁王 前137年—前97年 | 繼任： 刘毋伤 |

## 延伸阅读
[在维基数据编辑]
 《史記/卷058》，出自司馬遷《史記》